# Ana María Crespo de las Casas
Ana María Crespo de las Casas (Santa Cruz de Tenerife, 30 de marzo de 1948) es una bióloga española. Se doctoró en Ciencias Biológicas por la Universidad Complutense de Madrid (UCM). Presidenta Real Academia de Ciencias Exactas, Físicas y Naturales de España.Al ser elegida en 2024 Presidenta de esta academia ha sido la primera mujer en ocupar este cargo desde su fundación en 1847. 

## Trayectoria
Tras licenciarse en Biología en la UCM en 1970, Crespo realizó el doctorado en la misma universidad y lo terminó en 1973. Su tesis, "Contribución al conocimiento de la flora y vegetación de los líquenes epífitos de la Sierra de Guadarrama", le valió la calificación «Sobresaliente cum Laude». Desde 1983 es catedrática de Botánica en la Facultad de Farmacia de la UCM. Se ha dedicado principalmente a la investigación evolutiva, sistemática y ecológica (Biodetección) de líquenes (ascomicetes liquenizados, micología). 
Crespo ha trabajado sobre la relación entre caracteres fenotípicos y genómicos poniendo de manifiesto la alta homoplasia morfológica de los hongos y revelando la existencia habitual de gran cantidad de especies crípticas en líquenes. ha contribuido también a la configuración de la actual sistemática evolutiva de los hongos especialmente con su aportación a la definición del moderno concepto de género. Ha trabajado también en identificación molecular de especies (animales, vegetales y hongos) y colabora en el diseño del DNA-Barcoding.
Fue presidenta de la Comisión Española del Programa Antártico entre 1988 y 1994. Fue directora general del gabinete del Secretario de Estado de Universidades e Investigación entre 1987 y 1991 y entre 1991 y 1993 fue directora general de Universidades. Crespo fue también coordinadora general de la Comisión Nacional Evaluadora de la Actividad Investigadora (CNEAI) entre 2005 y 2008. Desde 2006, es Académica Correspondiente nacional de la Real Academia de Ciencias Exactas, Físicas y Naturales. 
El 27 de octubre de 2010, fue elegida como Académica Numeraria de la Real Academia de Ciencias Exactas, Físicas y Naturales. Es directora del grupo de investigación SYSTEMOL y del Departamento de Biología Vegetal II de la UCM. 
En 2024 se convirtió en la primera presidenta de la Real Academia de Ciencias Exactas, Físicas y Naturales de España desde 1847.

## Premios y reconocimientos
- 2024 - Premio Charter 100 - Por su labor como faro de conocimiento en ciencias naturales y su defensa de la investigación desde una perspectiva femenina.
- 2012 -  Medal (máxima condecoración individual por mérito científico que otorga la International Association for Lichenology, IAL).
- 2010 - Académica Numeraria de la Real Academia de Ciencias Exactas, Físicas y Naturales.
- Investigadora asociada del Museo Field de Historia Natural (Chicago, Ill, USA) desde 2005.
- 1993 - Medalla de Honor individual de la Universidad Internacional Menéndez y Pelayo.
- Miembro electo del Council de la International Association for Plant Taxonomy (IAPT) desde 2011.
- Miembro Vocal de la directiva de la International Association for Lichenoly 2000 a 2006 y desde 2008.
- Distinguida por sus colegas con la dedicatoria de: 7 especies, 1 subgénero y 2 géneros, la mayoría líquenes.

## Publicaciones
- 1999. Plant Systematics and Evolution: 216,3-4,243-249 Cubero, Oscar F; Crespo, Ana; Fatehi, Jamshid; Bridge, Paul D; ,"DNA extraction and PCR amplification method suitable for fresh, herbarium-stored, lichenized, and other fungi"[5]
- 2004. Mycological Research, Volume 108, Issue 8, 2004, Pages 873-884, ISSN 0953-7562. Auhors: Oscar Blanco, Ana Crespo, Pradeep K. Divakar, Theodore L. Esslinger, David L. Hawksworth, H. Thorsten Lumbsch. Melanelixia and Melanohalea, two new genera segregated from Melanelia (Parmeliaceae) based on molecular and morphological data.[6]
- 2004. Taxon: Volume 53, Number 4, November 2004, pp. 959-975(17). Authors: Blanco, Oscar1; Crespo, Ana1; Elix, John A.; Hawksworth, David L.; Thorsten Lumbsch, H. A molecular phylogeny and a new classification of parmelioid lichens containing  Xanthoparmelia-type lichenan (Ascomycota: Lecanorales).[7]
- 2010. Fungal Diversity 42(1):47-55. P. K. Divakar, G. Figueras, N. Hladun & A. Crespo
- 2010. Systematics and Biodiversity.8(2):209-221. Autores: Ana Crespo & al.
- 2010. American Journal of Botany. 97(4): 579 -590. P.K. Divakar, H. T. Lumbsch, Z. Ferencova, R. DelPrado & A. Crespo
- 2010. Molecular Phylogenetics and Evolution 56:125-133. R. Del-Prado, P. Cubas, H. T. Lumbsch, P. K. Divakar, O. Blanco, G. Amo De Paz, M. C. Molina, A. Crespo.
- 2010. Taxon 59(6):1735-1753. AUTHORS: Ana Crespo & al.
- 2010. American Journal of Botany 97(5): 738 -752. 2010. Autores: Sergio Perez-Ortega; Asunción de los Ríos; Ana Crespo; Leopoldo G Sancho.
- 2011. PLoS One 6 (12), e28161. Authors: G. Amo de Paz; P. Cubas; P. K. Divakar; H.T. Lumbsch; A. Crespo.
- 2012. Proceedings of the National Academy of Sciences: 109,16,6241-6246,2012. Autores: Schoch, Conrad L; Seifert, Keith A; Huhndorf, Sabine; Robert, Vincent; Spouge, John L; Levesque, C André; Chen, Wen; Bolchacova, Elena; Voigt, Kerstin; Crous, Pedro W; Nuclear ribosomal internal transcribed spacer (ITS) region as a universal DNA barcode marker for Fungi.[8]